# David Murray (jazzmusicus)
David Murray (Oakland, 19 februari 1955) is een Amerikaanse jazzmuzikant (saxofoon, klarinet), componist en orkestleider.

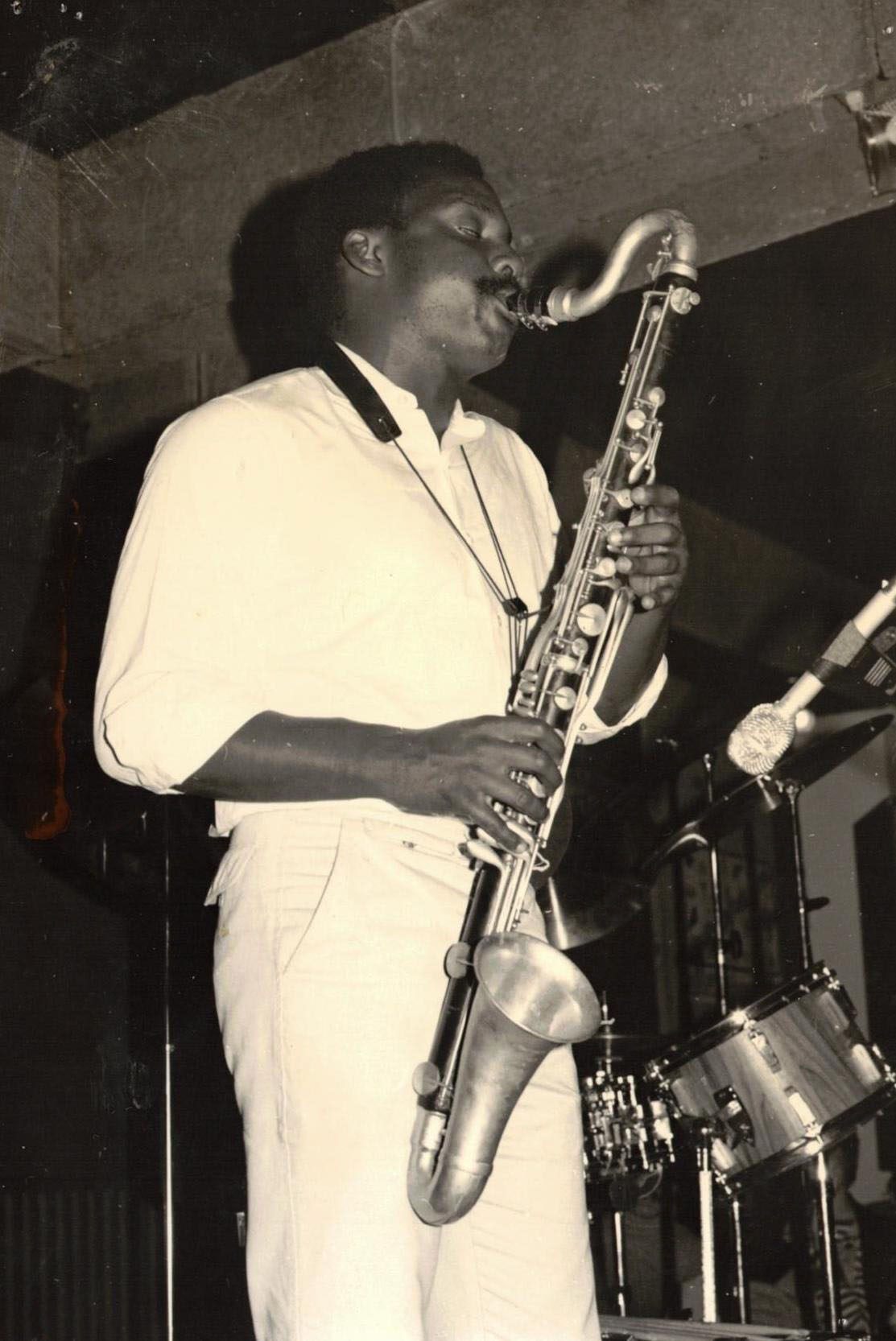
Optredend in Amsterdam rondom 1981

## Biografie
De moeder van David Murray was een gerespecteerde gospelpianiste. Murray was acht jaar oud toen hij altsaxofoon begon te spelen en kerkdiensten begeleidde in de Murray Family Band. Op 12-leeftijd speelde hij in een r&b-band en op 15-jarige leeftijd leidde hij een orgeltrio in de toentertijd populaire bezetting van orgel, saxofoon en drums. Tijdens deze periode wisselde Murray, geïnspireerd door Sonny Rollins, naar de tenorsaxofoon.
In 1975 verhuisde hij naar New York, waar hij dankzij Stanley Crouch, die hem als opvolger van John Coltrane wilde opbouwen, aansluiting kreeg bij het loft-jazzcircuit (Wildflowers - The New York Jazz Loft Sessions, 1976). Hij speelde o.a. met Cecil Taylor en Anthony Braxton. In 1976 nam hij voor het onafhankelijke label India Navigation zijn debuutalbum Flowers for Albert op, dat nog steeds onder invloed staat van Albert Ayler en zijn explosieve geluidsstromen. In hetzelfde jaar formeerde hij het World Saxophone Quartet. Hij toerde vervolgens internationaal met Sunny Murrayen, Johnny Dyani en James Blood Ulmer. Tijdens de jaren 1980 hervond zijn spel de weg terug naar songvormen en herkenbare melodische vormen. Een belangrijk album voor zijn neoklassiek is het in 1980 uitgebrachte album Ming, waarop Murray voor het eerst zijn octet introduceerde, dat voornamelijk bestond uit muzikanten met wie hij al in Californië speelde en met wie hij veel aandacht kreeg. Op het album Home (1982) versmelt, wat zwarte muziek heeft voortgebracht met grote geluiden: gospelsounds, freejazz, Afro-Caribisch, archaïsche blues en soul.
Tussen 1983 en 1987 was hij ook te horen in projecten van Kip Hanrahan. In 1993 speelde hij in duet met Branford Marsalis bij Fast Life. Zijn New Yorkse kwartet en het trio zijn voor hem een belangrijke pijler gebleven, naast het World Saxophone Quartet en tal van activiteiten in de jazzwereld.
Sinds midden jaren 1990, woont Murray in Parijs met zijn partner. In 1991 kreeg hij de zeer gedoteerde Deense Jazzpar-prijs; hij speelde samen met het New Jungle Orchestra van Pierre Dørge een plaat in.
Zijn zoon Mingus Murray is gitarist en singer-songwriter.

## Stijl
David Murray beheerst de speeltechnieken van avant-gardejazz en integreert in zijn eigenzinnige, zeer karakteristieke saxofoon- en basklarinetspel elementen en technieken uit alle stijlen van jazz, waaronder vibrato, subtonen van de swing, frasering uit blues, funk, hardbop en vrijere stijlen. Opvallend is het meesterlijke en zeer gecontroleerde gebruik van boventonen, die veel verder gaan dan het 'normale' bereik van de tenorsaxofoon en de basklarinet. Hieraan is de integratie van het overdreven saxofoonspel van een Albert Ayler toegevoegd, dat Murray geleidelijk melodiseerde en qua toon coherent heeft gemaakt. In de loop van 1980 jaar was zijn spel meer verbonden en gestructureerd: De vanzelfsprekende losheid, waarmee hij polytonaliteit bereikt en zijn beheersing van de vrije behandeling van contrapuntische ideeën komen van de evangelische gemeenschappen. De freejazz hier speelt alleen de rol van het versterkingselement.
Ondanks de eerste experimenten in het avant-garde-gebied, is Murray's invloedrijkste invloed naast Albert Ayler de Duke Ellington-saxofonist Paul Gonsalves, die hij enorm bewondert en voor onderschat houdt, evenals Ben Webster en Lester Young. David Murray blonk uit als arrangeur en componist van stukken voor zijn octet. Hij heeft herhaaldelijk zijn composities Home-Scope en 3 D Family opgenomen.

## Discografie
Het werk van David Murray behoort tot de omvangrijkste in de modernjazz; de Penguin Guide to Jazz on CD van Richard Cook en Brian Morton noemde alleen voor de periode van 1975 tot 2001 drieënzestig albums, die de saxofonist als orkestleider uitbracht; hierbij komen talrijke albums met het World Saxophone Quartet en opnamen als sideman.
Duo en trio-opnamen
- 1979: Sweet Lovely (Black Saint) met Fred Hopkins, Steve McCall
- 1986: The Hill (Black Saint) met Richard Davis, Joe Chambers
- 1991: Real Deal (DIW) met Milford Graves
- 1996: The Long Goodbye (DIW)
- ????: Tea for Two (Fresh Sound Records) met Georges Arvanitas

Kwartet-opnamen
- 1986: I Want to Talk About You (Black Saint) met John Hicks, Ray Drummond, Ralph Peterson
- 1988: Tenors (DIW) met Dave Burrell, Fred Hopkins, Ralph Peterson
- 1988: Ballads (DIW), Lovers (DIW) dto.
- 1988: Ming's Samba (Portrait)
- 1990: Special Quartet (DIW) met McCoy Tyner, Fred Hopkins, Elvin Jones
- 1991: Ballads for Bass Clarinet (DIW) met John Hicks, Ray Drummond, Idris Muhammad
- 1991: Fast Life (DIW) met John Hicks, Ray Drummond, Idris Muhammad, und Gast Branford Marsalis
- 2008: Live in Berlin – Black Saint Quartet (Jazzwerkstatt) met Lafayette Gilchrist, Jaribu Shahid, Hamid Drake
- 2013: David Murray Infinity Quartet: Be My Monster Love (Motema) met Gregory Porter

Oktet- en bigband-opnamen
- 1980: Ming (Black Saint)
- 1981: Home (Black Saint)
- 1982: Murray's Steps (Black Saint) met Henry Threadgill
- 1991: David Murray Big Band Conducted by Lawrence 'Butch' Morris (DIW)
- 1992: The Jazzpar Prize (Enja) met Pierre Dørge, Harry Beckett, Horace Parlan
- 1992: South of the Border (DIW) met John Purcell, Don Byron
- 1999: Octet Plays Trane (JustinTime) met Craig Harris, James Spaulding
- 2002: Now Is Another Time (JustoinTime) met Hugh Ragin, Hamiet Bluiett & Latin-Ensemble

Opnamen als sideman
- 1988: Mingus Dynasty: Big Band Charles Mingus Live at Theatre Boulogne-Billancourt (Soul Note)
- 1997: D.D. Jackson: Paired Down (Justin Time)
- 1979: Jack DeJohnette: Special Edition (ECM)
- 2000: Kahil El'Zabar: One World Family (CIMP)
- 1985: John Hicks: Sketches of Tokyo (DIW)
- 1996/97: D.D. Jackson: Paired Down, Vol. 1 & 2 (JustinTime)
- 1995: Jon Jang: Two Flowers on a Stem (Soul Note)

## Filmografie
- David Murray - I am a Jazzman. Documentaire, Frankrijk, 2008, 54 Min., regie: Jacques Goldstein, productie: arte France, Duitse eerste uitzending: 31 augustus 2009